# Monterotondo Marittimo
Monterotondo Marittimo és un municipi situat al territori de la província de Grosseto, a la regió de la Toscana (Itàlia).
Limita amb els municipis de Castelnuovo di Val di Cecina, Massa Marittima, Monteverdi Marittimo, Montieri, Pomarance i Suvereto.
Pertanyen al municipi les frazioni de Frassine i Lago Boracifero

## Galeria

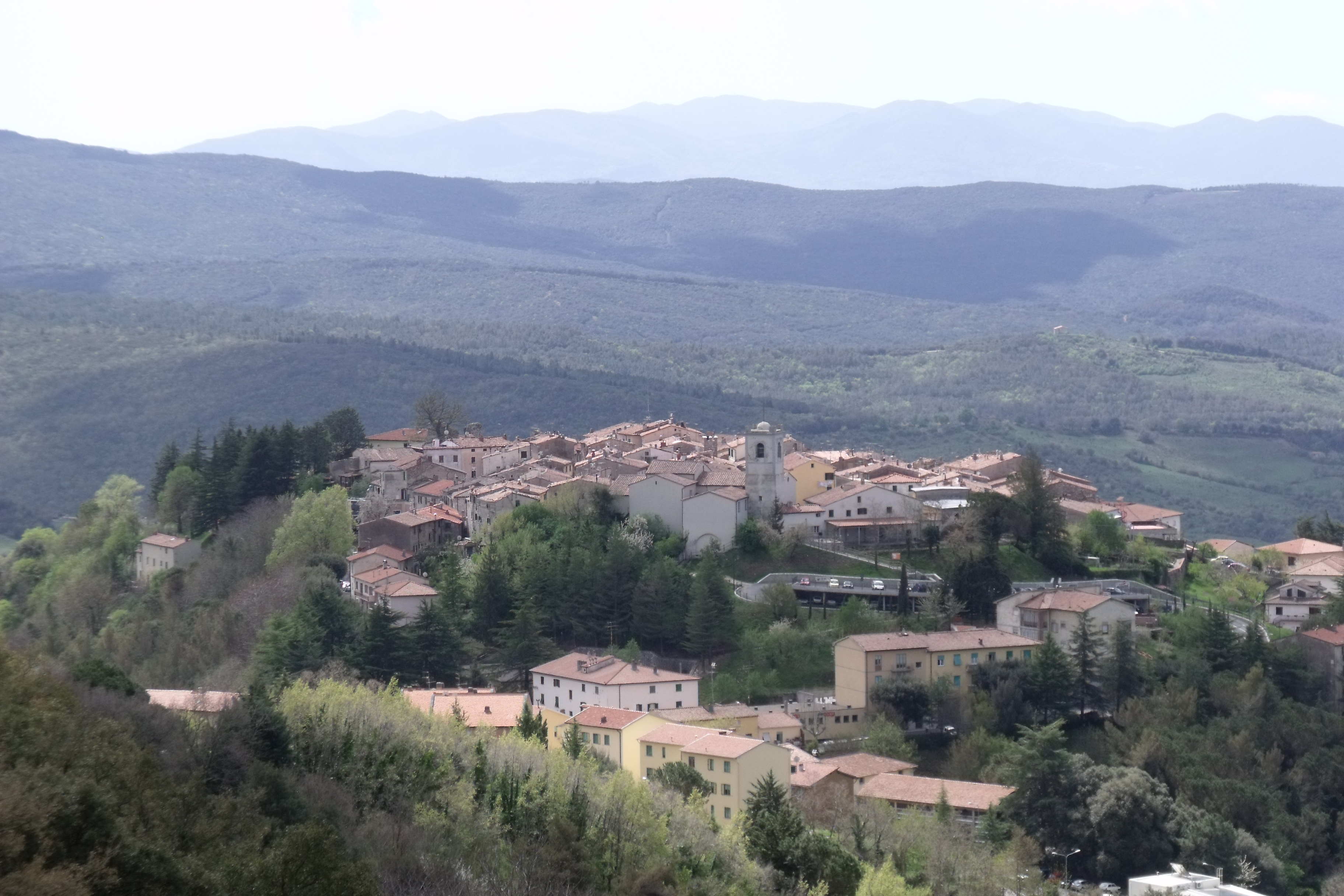
Vista del poble
Localització de Monterotondo Marittimo a la província de Grosseto